# Al Kaida
Al Kaida (arabsko القاعدة; dobesedno Baza; tudi Al Kaida, Al-Qaeda, al-Qaida, al-Qa'ida) je globalna militantna islamska teroristična skupina, ki jo je ustanovil Osama bin Laden nekje med avgustom 1988 in koncem leta 1989. Deluje kot omrežje, sestavljeno iz večnacionalne, nedržavne vojske ter radikalnega sunitskega gibanja, ki poziva h globalnemu džihadu.
Al Kajda je napadla številne civilne in vojaške tarče v različnih državah, pri čemer so najbolj znani: napadi 11. septembra 2001, pokol v Beslanu, napadi na veleposlaništva ZDA v Afriki leta 1998, bombni napadi na Baliju leta 2002,... Vlada ZDA se je na slednje odzvala z vojno proti terorizmu. Al Kajda je nadaljevala z rastjo in širjenjem svojih operacij v desetletju med 2001 in 2011.
Značilne oblike delovanja vključujejo samomorilske napade in istočasni napadi z bombami na več tarčah. Članstvo se po navadi deli na tiste, ki so prisegli zvestobo bin Ladnu in pa tiste, ki so člani skupin, ki delujejo znotraj Al Kaide. Slednja ima svoje taborišča za urjenje predvsem na področju Afganistana, Pakistana, Iraka in Sudana.
Ideologija Al Kaide je usmerjena predvsem v popolno uničenje tujega vpliva na muslimanski svet ter ustanovitev novega islamskega kalifata. Med njihovo ideologijo tako sodi tudi prepričanje, da obstaja krščansko-judovska zarota proti muslimanom (kar predvsem temelji na zavezništvu med ZDA in Izraelom) in da je ubijanje nedolžnih civilistov versko upravičeno v džihadu.
Al Kaida je tudi odgovorna za sektarno nasilje med muslimani, saj deluje proti vsem nesunitskim vejam islama, pri čemer jih v svojih sporočilih označuje za takfirje. Občasno so tako izvedli napade na mošeje oz. prireditve liberalnih muslimanov, šiitov, sufistov in drugih islamskih sekt, katere razume kot heretične. Med taki napadi so tudi: napad na jazidske skupnosti 2007, pokol v Ašouri, napadi v Bagdadu 18. aprila 2007,...
Organizacija je znana tudi kot Mednarodna islamistična fronta za džihad proti križarjem in judom.
Potem, ko je bil 2. maja 2011 ubit Osama bin Laden, je vodstvo organizacije prevzel Ajman al-Zavahiri.

## Organizacija
Al Kajdina organizacija sloni na doktrini »centralizacije odločitve in decentralizacije izvršitve«. Zaradi vojne proti terorizmu pa so strokovnjaki pričeli opozarjati, da je vodstvo Al Kajde postalo geografsko izolirano, zaradi česar se je pojavilo tudi decentralizirano vodstvo lokalnih skupin, ki se označujejo kot pripadniki Al Kaide.
Številni teroristični izvedenci ne verjamerjo, da je globalni džihad voden na vseh ravneh s strani bin Ladna oz. njegovih neposrednih podrejenih. Kljub temu, da je bin Laden ohranil ideološki vpliv na številne muslimanske ekstremiste po svetu, pa je Al Kaida v letih bojevanja razpadla na številne slabo povezane skupine. Marc Sageman, psihiater in bivši pripadnik CIA, je Al Kaido označil kot »splošno etiketo za gibanje, ki je usmerjeno proti zahodu«, pri čemer »ne obstaja nobena krovna organizacija. Mi radi v mislih ustvarjamo mitično bitje Al Kaido, toda to ni realnost, s katero se ukvarjamo«.
Drugi pa zagovarjajo, da je Al Kaida integrirana mreža, ki je močno vodena iz pakistanskih plemenskih področij in ima močen strateški namen. Bruce Hoffman, izvedenec za terorizem iz Univerze Georgetown, je dejal: »Preseneča me, da ljudje ne mislijo, da obstaja jasen nasprotnik in da naš nasprotnik nima strateškega mišljenja«.
Al Kajda ima naslednje neposredne franšize:
- Al Kajda na Arabskem polotoku, ki jo sestavljata:
  - Al Kaida v Savdovi Arabiji in
  - Islamski džihad v Jemnu
- Al Kaida v Iraku
- Al Kaidina organizacija v Islamskem Maghrebu
- Harakat al-Shabaab Mujahideen v Somaliji
- Egiptovski Islamski džihad
- Libijska islamistična bojna skupina
- Vzhodnoturkestansko islamistično gibanje na Kitajskem.